# Guichenotia ledifolia
Guichenotia ledifolia är en malvaväxtart som beskrevs av Jacques Étienne Gay. Guichenotia ledifolia ingår i släktet Guichenotia och familjen malvaväxter. Inga underarter finns listade i Catalogue of Life.